# 청양 계봉사 오층석탑
청양 계봉사 오층석탑(靑陽 鷄鳳寺 五層石塔)은 대한민국 충청남도 청양군 목면 계봉사의 정원 가운데 서 있는 고려시대의 오층석탑이다. 1984년 5월 17일 충청남도의 문화재자료 제147호로 지정되었다.

## 개요
계봉사의 정원 가운데 서 있는 5층 석탑이다.
계봉사는 백제 성왕 때 지었다고도 하며, 통일신라 문성왕 때 지어졌다고 하나 연대는 확실하지 않다. 조선 헌종 때 불에 타 버린 것을, 옛이름을 따서 작은 규모로 새로이 짓고 정원을 꾸며 오늘에 이르고 있다. 이 5층 석탑과 물을 받는 돌구유만이 옛모습 그대로 남아 있다.
탑은 2층 기단(基壇) 위에 5층의 탑신(塔身)을 올린 모습이다. 위층 기단의 앞면에는 탑의 이름을 새기고, 탑신의 각층 몸돌에는 모서리마다 기둥을 본 떠 새겼다. 지붕돌 밑면의 받침은 1층부터 4층까지 4단이다가 5층에 이르러 3단으로 줄었다. 지붕돌의 처마는 수평을 이루다 네 귀퉁이에서 높게 치켜 올라갔다. 꼭대기에는 복발(覆鉢:엎어놓은 그릇모양장식) 과 앙화(仰花:활짝 핀 연꽃무늬 장식) 등의 머리장식을 갖추고 있다.
통일신라의 일반적인 석탑양식을 따르고 있으나, 지붕돌 받침이 4∼3단으로 줄어드는 양식상의 변화를 보이고 있어 고려시대 작품으로 짐작된다.

## 같이 보기
- 계봉사
- 오층석탑

## 참고 자료
- 계봉사오층석탑 - 국가유산청 국가유산포털